# Calheta de São Miguel
Calheta de São Miguel (crioll capverdià Kadjeta) és una vila al nord de l'illa de Santiago a l'arxipèlag de Cap Verd. Està situada a 31 kilòmetres al nord de Praia i és la seu del municipi de São Miguel. L'equip de futbol local és el Flor Jovem da Calheta.

## Població
| Any  | Població |
| ---- | -------- |
| 2000 | 4.884    |
| 2003 | 5.200    |
| 2005 | 5.457    |
| 2010 | 3.175    |